# Adiantum shepherdii
Adiantum shepherdii är en kantbräkenväxtart som beskrevs av William Jackson Hooker. Adiantum shepherdii ingår i släktet Adiantum och familjen Pteridaceae. Inga underarter finns listade.